# 黎培敬
黎培敬（1826年—1882年8月18日），字開固，又字開周，號簡堂，湖南省長沙府湘鄉縣茶园铺黎家湾（今湖南湘潭市）人，清朝政治人物。:44諡文肅。:44

## 經歷
道光二十九年（1849年）湖南己酉鄉試第七名舉人。 咸豐二年（1852年）恩科會試挑取實錄館謄錄。咸豐三年（1853年），考取覺羅官學教習，改鑲黃旗官學教習。
咸豐十年（1860年）庚申恩科會試第二名、會試覆試二等第一名，殿試二甲第一名傳臚。:44點翰林院庶吉士。朝考二等第二名。:44同治元年（1862年）四月十六日散館，授編修，以編修充國史館協修，升纂修，兼任武英殿協修，充直隸省鄉試磨勘官。:44同治二年（1863年），充武英殿纂修、實錄館協修，充會試磨勘官。
咸豐三年（1864年），以翰林院編修提督貴州學政。咸豐六年（1867年）八月十八日，賞四品銜，署貴州布政使。:44咸豐七年（1868年）七月二十五日，實授貴州布政使。:44光緒元年（1875年）九月十四日升貴州巡撫。:44
光緒五年（1879年）因請釋前總督賀長齡，遭降三級調職。閏三月二十三日降授四川按察使。六年（1880年），因四川總督丁寶楨數次奏薦賢能，六月十四日升調漕運總督。 七年（1881年）五月十五日，改江蘇巡撫。十一月十四日以病免，回鄉。光緒八年（1882年）七月初五日病卒。詔賜優卹，於貴陽、清江浦建專祠，諡文肅。:44

## 政績
- 貴州學政任上，補行各府州科試、歲試各八屆，恢復貴山、正習、正本三書院經費，設養正義學一所。
- 貴州布政使任上，與按察使林肇元剿匪籌餉有功。制定《清查章程》、《招耕章程》：「凡絕產、逆戶、逃亡各戶，均派員招集土、客各民分段承墾。」
- 漕運總督任上修建驛館、兵營，設官煤局、利濟局，增加麗正、崇實、奎文等書院經費。疏濬洪澤湖，建戰船防禦海口，種植楊柳十萬株護堤。與淮揚海道桂嵩慶、淮安府知府孫雲錦议决主修《淮安府志》四十一卷，以吳昆田、高延第為總纂，段朝端、陳遜之任分纂。

## 著作
- 《求補拙齋詩略》二卷
- 《外集》四卷
- 由三子錦紫輯錄《黎文肅公遺書》包含：
  - 《竹間道人自述年譜》一卷
  - 《黎文肅奏議》十六卷
  - 《公牘》十卷
  - 《書札》三十卷

## 家庭關聯
- 伯：黎吉雲。
- 子：黎錦纓、黎錦彝、黎錦紫、黎錦績、黎錦綺、黎錦紱。
- 孫：黎丹

## 延伸阅读
[在维基数据编辑]
 在维基文库阅读此作者作品
 《清史稿/卷448》，出自趙爾巽《清史稿》